# Pachyolpium paucisetosum
Espèce
Synonymes
- Olpiolum paucisetosum Muchmore, 1977

Pachyolpium paucisetosum est une espèce de pseudoscorpions de la famille des Olpiidae.

## Distribution
Cette espèce est endémique du Yucatán au Mexique. Elle se rencontre vers Muná.

## Description
Les femelles mesurent de 3,03 à 3,71 mm.

## Systématique et taxinomie
Cette espèce a été décrite sous le protonyme Olpiolum paucisetosum par Muchmore en 1977. Elle est placée dans le genre Pachyolpium par Muchmore en 1991.

## Publication originale
- Muchmore, 1977 : Preliminary list of the pseudoscorpions of the Yucatan Peninsula and adjacent regions, with descriptions of some new species (Arachnida: Pseudoscorpionida). Bulletin of the Association for Mexican Cave Studies, no 6, p. 63-78 (texte intégral).